# When Ski Lifts Go Wrong
 (mai 2020).
When Ski Lifts Go Wrong (précédemment intitulé Carried Away) est un jeu vidéo de simulation de construction et de gestion créé par le développeur indépendant britannique Hugecalf Studios et édité par Curve Digital. When Ski Lifts Go Wrong a été publié en accès anticipé le 4 octobre 2017 et entièrement publié le 23 janvier 2019.

## Système de jeu
When Ski Lifts Go Wrong est un jeu de simulation et de construction basé sur la physique low-poly dans lequel le joueur doit construire des télésièges capable d'amener les skieurs PNJ à travers une montagne enneigée.
L'objectif est de réussir dans les tentatives de construire des structures solides avec un certain budget. Chaque étape commence par un paysage sur fond de papier, où les matériaux peuvent être placés et attacher un câble à travers ces structures. Le jeu visualise la qualité sur chaque structure en utilisant des couleurs afin que le joueur sache sur quels aspects de sa construction il doit s'améliorer.
Un éditeur de niveau est disponible, où les joueurs peuvent créer leurs propres cartes.

## Développement
When Ski Lift Go Wrong a été publié en accès anticipé sous le nom Carried Away le 4 octobre 2017 Un DLC, intitulé Carried Away: Winter Sports, est sorti le 9 février 2018, qui propose de nouveaux modes et permet au joueur de participer à différents sports. When Ski Lift Go Wrong a été publié le 23 janvier 2019 pour Windows, macOS et Nintendo Switch.

## Accueil
When Ski Lift Go Wrong a été décrit comme un jeu "facile à prendre en main, mais difficile à maîtriser". Le jeu a été comparé à Happy Wheels et Bridge Constructor.